# Byrsonima oaxacana
Byrsonima oaxacana är en tvåhjärtbladig växtart som beskrevs av Adrien Henri Laurent de Jussieu. Byrsonima oaxacana ingår i släktet Byrsonima och familjen Malpighiaceae. Inga underarter finns listade i Catalogue of Life.